# Cyborg (album)
Cyborg is een album van de Duitse pionier in elektronische rockmuziek, Klaus Schulze. Het dubbelalbum was het tweede album van Schulze. Het verscheen in 1973 op het label Ohr. Het is opgenomen in Berlijn, de standplaats van Schulze gedurende de eerste helft van 1973. Het originele dubbelalbum werd uitgegeven door Ohr en men wist niet meer wat de juiste volgorde van de tracks moest zijn. cd-persingen geven een wisselend beeld.
De lange stukken lijken uiterlijk erg monotoon, gelijkvormig en weinig gevarieerd, maar zijn bij nader luisteren veelzijdiger, en werden soms als elektronische meditatie omschreven. De muziek werkt als een erg rustige en langzame vloed, waarvan de golfjes wervelend opkomen, overslaan en weer terugtrekken. De dichte gelaagde ritmes en toonkleuren versmelten in elkaar en creëren een traag vloeiend landschap van melodie, beweging en ruimtelijke effecten. Op het album speelt Schulze orgel, VCS 3-synthesizer en percussie.Het originele dubbelalbum bevatte niet But beautiful; de overige tracks namen ieder één elpeekant voor hun rekening.

## Musici
- Klaus Schulze
- Colloquium Musica Orchestra (strijkinstrumenten en dwarsfluit)

## Tracks

### Oorspronkelijke uitgave
Plaat 1
1. "Synphära" – 22:49
2. "Conphära" – 25:52

Plaat 2
1. "Chromengel" – 23:49
2. "Neuronengesang" – 24:57

### Heruitgave 2006
Schijf 1
1. "Synphära" – 22:49
2. "Conphära" – 25:52
3. "Chromengel" – 23:49

Schijf 2
1. "Neuronengesang" – 24:57
2. "But Beautiful" – 50:45 (bonusnummer)

But beautiful is een bonustrack op de geremasterde versie die in 2006 verscheen. Het is opgenomen tijdens een concert op 17 oktober 1977 in Brussel; Kathedraal van Sint-Michiel en Sint-Goedele.